# Лобнор
Лобно́р (Лоб-нор; Лоп-нор; уйг. لوپنۇر‎, кит. 罗布泊, название монгольского происхождения, уйгурское название — Каракошуккол) — высохшее бессточное озеро на западе Китая, в юго-восточной части Кашгарской (Таримской) равнины, на территории Синьцзян-Уйгурского автономного района (СУАР), на высоте около 780 метров выше уровня моря.
Некогда являясь крупным солёным озером, как и Аральское море, Лобнор постепенно уменьшался и засолонялся вследствие хозяйственной деятельности человека.

## Описание
К северу от Лобнора находится самая низкая поверхность суши в Восточной Азии — Турфанская впадина (-154 м). К северо-западу расположена пустыня Лоп.
В X веке площадь Лобнора достигала 14 тыс. км². Хотя не так давно озеро и существовало как единое водное зеркало, имевшее в XX веке площадь более 3000 км², длину свыше 100 км при средней глубине около 1 м, развитие искусственного орошения и стремительный рост численности населения СУАР (в настоящее время порядка 20 миллионов человек) и ветровая эрозия, смещающая пласты лёсса, привела к распаду некогда единого водоёма на несколько озерец и болот, которые за последние 40 лет сместились на запад на 30—40 километров. Однако главной причиной гибели озера послужила интенсивная вырубка тополей, ив, тростника и прибрежных тугаёв в качестве топлива для жилищ.

## Российские исследования Пржевальского
В 1860-е годы в поисках Лобнора восточные пределы Цинской державы пересёк немецкий географ Фердинанд фон Рихтгофен, однако ему удалось обнаружить только высохшие солончаки. После него исследованиями озера и бассейна Тарима занимался российский исследователь Николай Михайлович Пржевальский. В 1876 году Пржевальский предпринял второе путешествие из Кульджи (Инин) на реку Или, через Тянь-Шань и реку Тарим к озеру Лобнор, южнее коего он открыл хребет Алтын-Таг. Весной он на Лобноре воспользовался перелётом птиц для орнитологических исследований, а потом через Корла и Юлдус возвратился в Кульджу. Болезнь заставила его вернуться на время в Россию, где он напечатал книгу «От Кульджи за Тянь-Шань и на Лобнор».

## Ядерные испытания

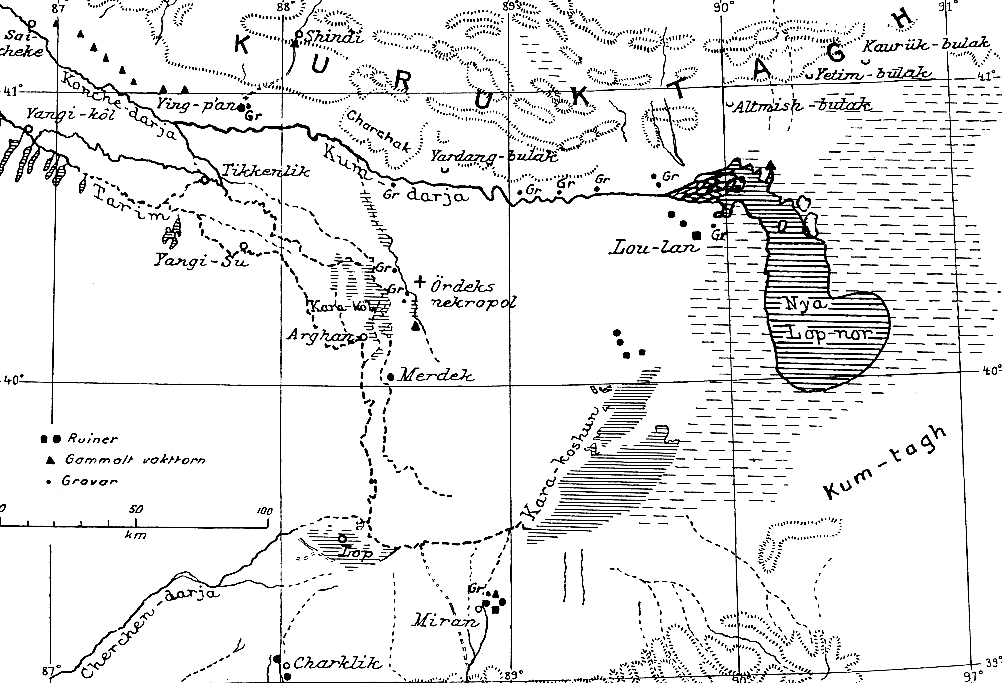
Карта Лопура Фольке Бергмана, 1935 год. Кара-Кошун, где в 1867 году было обнаружено конечное озеро, расположен к юго-западу от Лобнора, и к моменту составления этой карты озеро переместилось обратно в Лобнор. Озеро Тайтема было меньшим транзитным озером и располагалось к западу от Кара-Кошуна.

- В 1964 году на Лобноре были проведены первые в Китае ядерные испытания, кодовое имя проекта — «596». С 1964 года дно озера использовалось в качестве ядерного полигона.
- В 1967 году было произведено первое в Китае испытание водородной бомбы — Ядерное испытание № 6. Взрыв в воздухе бомбы, сброшенной с самолёта, проводился на Лобнорском полигоне.
- До 1996 года на полигоне было проведено 45 ядерных испытаний[7].